# 薩斯喀徹溫里弗克拉辛
薩斯喀徹溫里弗克拉辛（英語：Saskatchewan River Crossing）意譯名稱薩斯喀徹溫河流交會，是一個位於加拿大亞伯達省亞伯達洛磯大區班夫國家公園內的地方地區（locality）。此聚居地位處亞伯達省11號公路(大衛湯普森公路)和亞伯達省93號公路（冰原大道）交會口，北薩斯喀徹溫河米斯塔雅河與豪斯河交匯處。

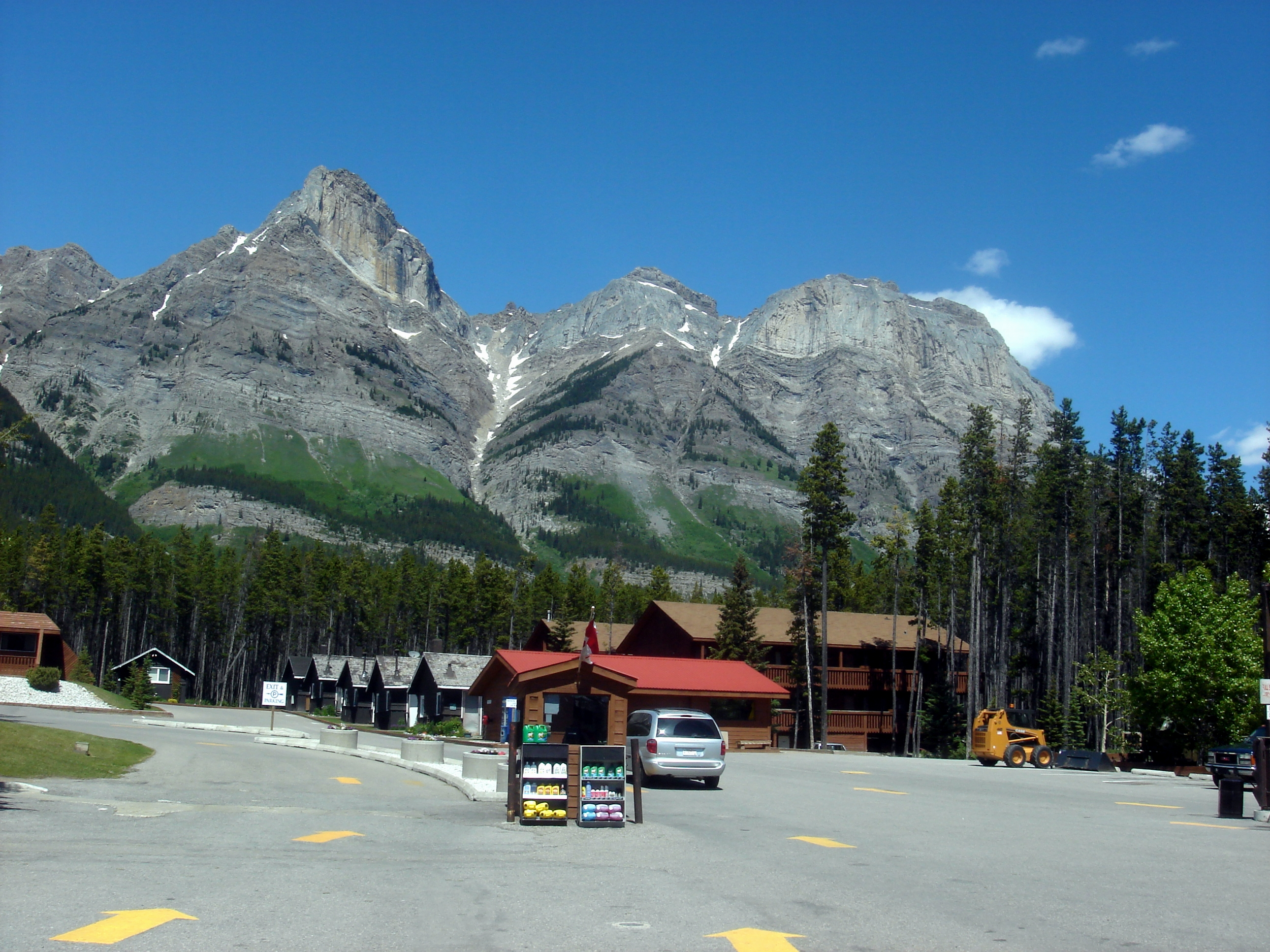
薩斯喀徹溫里弗克拉辛和威爾森山

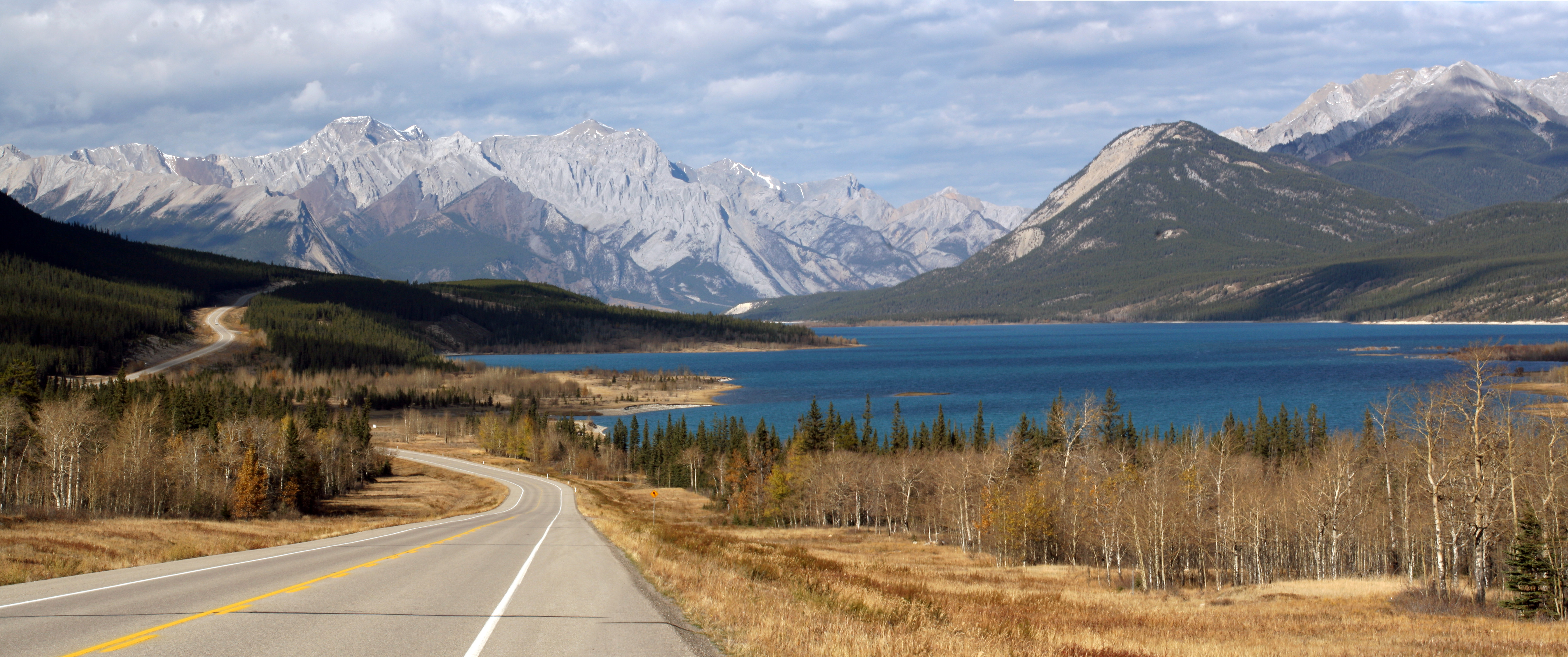
薩斯喀徹溫里弗克拉辛西側和亞伯拉罕湖

## 資料來源
1. ↑  National Geographic （页面存档备份，存于） - Icefields Parkway Drive

51°58′28″N 116°44′44″W / 51.97444°N 116.74556°W